# Юнссон, Густав (лыжник)
Карл Густав Юнссон (швед. Karl Gustaf Jonsson; 7 июля 1903, Берглунда — 30 июля 1990, Бромма) — шведский лыжник, обладатель серебряной медали на Зимних Олимпийских играх 1928 года на дистанции 50 километров. Отставание Юнссона от победителя на этой дистанции — его соотечественника Пер-Эрика Хедлунда, составившее 13 минут 27 секунд, является рекордным разрывом между первым и вторым призёрами за всю историю зимних Олимпиад.
Выступая на этой же дистанции на Зимних Олимпийских играх 1932 года, занял 9-е место. Кроме того, на дистанции 30 км занял 4-е место на чемпионате мира 1926 года.